# Сфинту-Георге
Сфинту-Георге (рум. Sfântu Gheorghe) — місто у повіті Ковасна в Румунії, що має статус муніципію. Адміністративно місту підпорядковані такі села (дані про населення за 2002 рік):
- Кошень (499 осіб)
- Кілієнь (655 осіб)

Місто розташоване на відстані 160 км на північ від Бухареста, 26 км на північний схід від Брашова.

## Визначні пам'ятки
Православний собор «Св. Великомученика Георгія та Святого Миколая» Побудований з 1939 по 1983 р. У 1993 році при Соборі створено Музей румунської духовності. 28 вересня 2024 року відкрито бюст протоієрея Аурела Ністора (1882-1974). Автор молдавських скульптур В'ячаслав Жиглицький

## Населення
За даними перепису населення 2002 року у місті проживали 61 543 особи.
Національний склад населення міста:
| Національність            | Кількість осіб | Відсоток |
| ------------------------- | -------------- | -------- |
| угорці                    | 46113          | 74,9%    |
| румуни                    | 14178          | 23,0%    |
| цигани                    | 932            | 1,5%     |
| німці                     | 118            | 0,2%     |
| чанго                     | 65             | 0,1%     |
| євреї                     | 13             | < 0,1%   |
| українці                  | 11             | < 0,1%   |
| росіяни-липовани          | 11             | < 0,1%   |
| турки                     | 6              | < 0,1%   |
| поляки                    | 6              | < 0,1%   |
| вірмени                   | 5              | < 0,1%   |
| словаки                   | 4              | < 0,1%   |
| італійці                  | 4              | < 0,1%   |
| серби                     | 3              | < 0,1%   |
| греки                     | 3              | < 0,1%   |
| хорвати                   | 1              | < 0,1%   |
| китайці                   | 1              | < 0,1%   |
| не вказали національність | 55             | 0,1%     |

Рідною мовою назвали:
| Мова                  | Кількість осіб | Відсоток |
| --------------------- | -------------- | -------- |
| угорська              | 47135          | 76,6%    |
| румунська             | 14208          | 23,1%    |
| німецька              | 80             | 0,1%     |
| циганська             | 29             | < 0,1%   |
| російська             | 19             | < 0,1%   |
| українська            | 7              | < 0,1%   |
| турецька              | 5              | < 0,1%   |
| єврейська (їдиш)      | 4              | < 0,1%   |
| сербська              | 3              | < 0,1%   |
| польська              | 3              | < 0,1%   |
| італійська            | 3              | < 0,1%   |
| вірменська            | 2              | < 0,1%   |
| хорватська            | 1              | < 0,1%   |
| китайська             | 1              | < 0,1%   |
| не вказали рідну мову | 33             | 0,1%     |

Склад населення міста за віросповіданням:
| Релігія                                       | Кількість осіб | Відсоток |
| --------------------------------------------- | -------------- | -------- |
| реформати                                     | 22805          | 37,1%    |
| римо-католики                                 | 20507          | 33,3%    |
| православні                                   | 12532          | 20,4%    |
| унітарії                                      | 3485           | 5,7%     |
| лютерани (Синодально-пресвітеріанська церква) | 787            | 1,3%     |
| адвентисти                                    | 224            | 0,4%     |
| греко-католики                                | 133            | 0,2%     |
| не релігійні                                  | 117            | 0,2%     |
| баптисти                                      | 101            | 0,2%     |
| лютерани (Аугсбурзького сповідання)           | 94             | 0,2%     |
| п'ятдесятники                                 | 50             | 0,1%     |
| лютерани                                      | 32             | 0,1%     |
| атеїсти                                       | 32             | 0,1%     |
| бретрени                                      | 26             | < 0,1%   |
| юдеї                                          | 13             | < 0,1%   |
| мусульмани                                    | 12             | < 0,1%   |
| старообрядці                                  | 1              | < 0,1%   |
| не вказали релігію                            | 137            | 0,2%     |

## Зовнішні посилання
- Дані про місто Сфинту-Георге на сайті Ghidul Primăriilor [Архівовано 20 вересня 2012 у Wayback Machine.]